# アルマニャック (ブランデー)

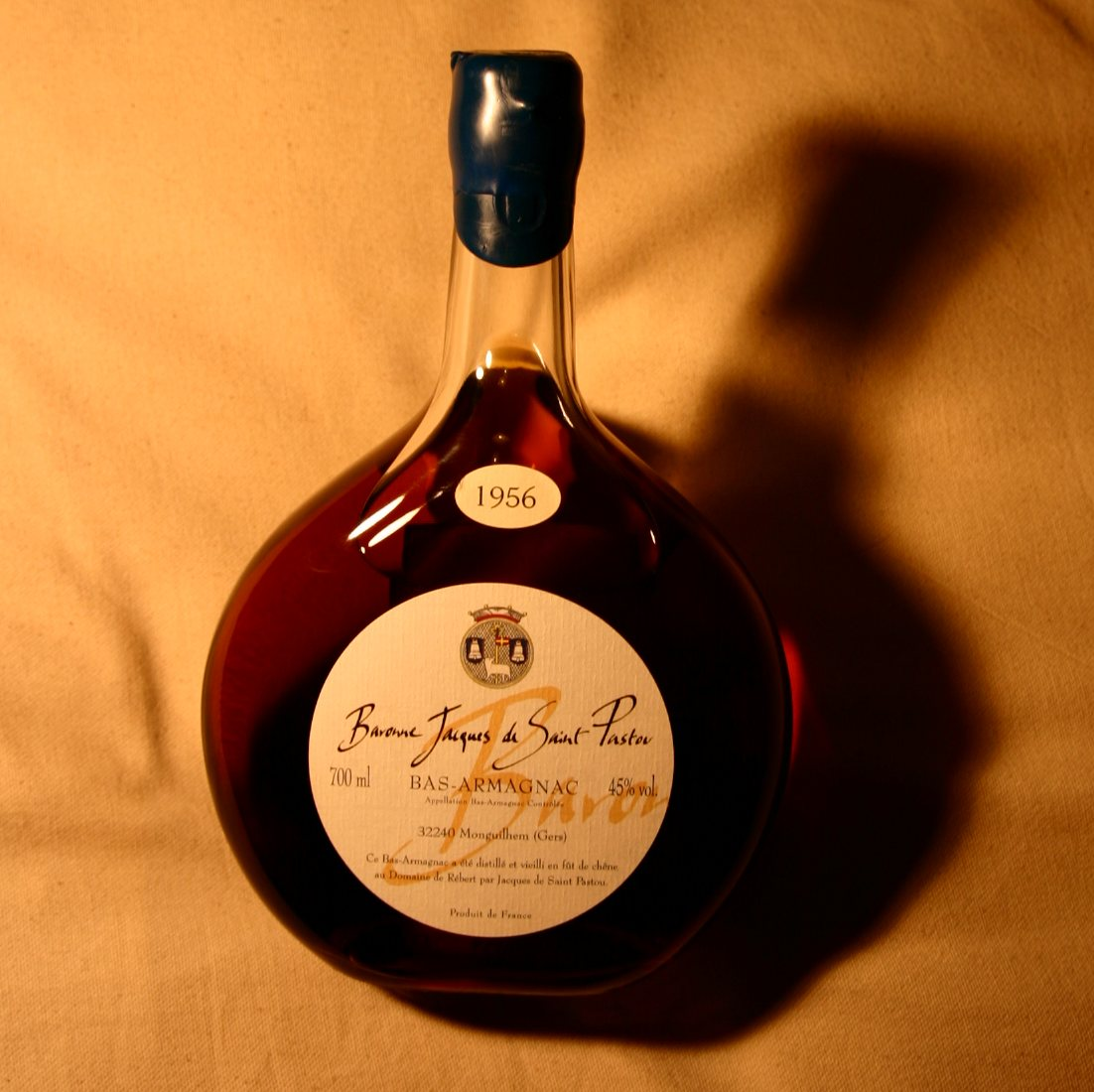
1956 Armagnac

アルマニャック（フランス語: Armagnac）とは、フランス南西部、アルマニャック地方で醸造されるブランデー。コニャックと肩を並べる、フレンチブランデーの二大銘酒の一つである。

## 生産

### 産地
アルマニャック地方は、ガスコーニュ地方の中央に位置し、ジェール県、ランド県、ロット＝エ＝ガロンヌ県にまたがる。土の質によって、以下の3つの産地に区分される。
バ・アルマニャック
西部に位置し、酸性の強い粘土砂質の土壌をもつ。フルーティな味が特徴的で、一般にはこのバ・アルマニャック産のアルマニャックが最も高級とされる。中心都市はオーズ。
アルマニャック・テナレーズ
中央部に位置し、粘土石灰質の土壌をもつ。中心都市はコンドン。
オー・アルマニャック
東部および南部に位置し、石灰質の土壌をもつ。中心都市はオーシュ。

### ブドウ
アルマニャックは白ブドウから造られる蒸留酒（オー・ド・ヴィー）である。原料となる主なブドウの品種には、ユニ・ブランやフォル・ブランシュ、コロンバールなどがある。

### 蒸留・熟成・ブレンド
収穫後、3月31日までに蒸留が行なわれる。アルマニャック型と呼ばれる連続式蒸留器を用いて1回蒸留、ガスコーニュもしくはリムーザン産のカシの樽（ピエス）で熟成後、ブレンドさせる。アルコール度数は40度以上。

### 等級
熟成期間の長短によって以下の等級がある。
三つ星
2年以上
V.O., V.S.O.P, レゼルヴ
5年以上
X.O., エクストラ, ナポレオン, ヴィエイユ・レゼルヴ
6年以上
オール・ダージュ
10年以上
これらの銘柄は業者によっても異なるため、熟成期間5年を境に「アルマニャック」と「ヴィエイユ・アルマニャック」の2つの呼称を用いることが提案されている。

## 歴史
「アルマニャック」の地名はクロヴィスに仕え、ガスコーニュに領地を与えられた騎士エレマン（Herreman）の名に由来するとされている。14世紀、フランシスコ会の修道士でオーズとサン・モンの修道院長を務めたヴィタル・デュフールはアルマニャックを健康維持のための薬であるとして40の効能を挙げた。
15世紀以降、アルマニャックはこの地方の商取引における重要な産品の1つとなった。1936年よりアルマニャックは原産地呼称統制法（AOC）によって保護、管理されている。若いアルマニャックにブドウジュースを加えたフロック・ド・ガスコーニュも1990年にAOC認定された。白とロゼがあり、アペリティフとして人気がある。